# Marano Vicentino
Marano Vicentino – miejscowość i gmina we Włoszech, w regionie Wenecja Euganejska, w prowincji Vicenza.
Według danych na rok 2004 gminę zamieszkiwały 8872 osoby, 739,3 os./km².